# Championnats d'Asie de judo 2000
 (octobre 2023).
Si vous disposez d'ouvrages ou d'articles de référence ou si vous connaissez des sites web de qualité traitant du thème abordé ici, merci de compléter l'article en donnant les références utiles à sa vérifiabilité et en les liant à la section « Notes et références ».
Navigation
Édition précédente Édition suivante
Les championnats d'Asie de judo 2000, quatorzième édition des championnats d'Asie de judo, ont eu lieu du 26 au 28 mai 2000 à Osaka, au Japon.